# Asterina aporosae
Asterina aporosae är en svampart som beskrevs av Hansf. 1954. Asterina aporosae ingår i släktet Asterina och familjen Asterinaceae.   Inga underarter finns listade i Catalogue of Life.